# Castelnau-Chalosse
Castelnau-Chalosse (gaskonsko Castèlnau de Shalòssa) je naselje in občina v francoskem departmaju Landes regije Akvitanije. Naselje je leta 2009 imelo 550 prebivalcev.

## Geografija
Kraj leži v pokrajini Gaskonji 20 km jugovzhodno od Daxa.

## Uprava
Občina Castelnau-Chalosse skupaj s sosednjimi občinami Amou, Argelos, Arsague, Bassercles, Bastennes, Beyries, Bonnegarde, Brassempouy, Castaignos-Souslens, Castel-Sarrazin, Donzacq, Gaujacq, Marpaps, Nassiet in Pomarez sestavlja kanton Amou s sedežem v Amouju. Kanton je sestavni del okrožja Dax.

## Zanimivosti
- cerkev sv. Marije Magdalene;